# Krzęcin (województwo zachodniopomorskie)
Krzęcin (niem. Kranzin) – wieś sołecka w Polsce położona w województwie zachodniopomorskim, w powiecie choszczeńskim, siedziba gminy Krzęcin.
W latach 1954–1972 wieś należała i była siedzibą władz gromady Krzęcin. W latach 1975–1998 miejscowość należała administracyjnie do województwa gorzowskiego. W roku 2007 wieś liczyła 747 mieszkańców.
Kolonie wchodzące w skład sołectwa: Boguszyce, Grzywacz, Prokolno, Sierosławiec, Smużyk, Sobolewo, Wyszyna.

## Nazwa
15 marca 1947 r. ustalono urzędową polską nazwę miejscowości – Krzęcin, określając drugi przypadek jako Krzęcina, a przymiotnik – krzęciński.

## Geografia
Miejscowość leży ok. 11 km na południe od Choszczna, nad rzeką Małą Iną.

## Historia
Miejscowość o bardzo dawnej metryce średniowiecznej. Prawdopodobnie już w 1238 r. został nadany templariuszom przez księcia wielkopolskiego Władysława Odonica. W katastrze ziemskim margrabiego z 1337 r. wśród 64 łanów należących do wioski nie wymienia się uposażenia plebana, które w majątkach tej wielkości wynosiło zazwyczaj cztery łany. Mimo to można przypuszczać, że już w XVI wieku istniała w Krzęcinie parafia.

## Zabytki
Do wojewódzkiego rejestru zabytków wpisane są. 
- kościół ewangelicki, obecnie pw. św. Jana Chrzciciela z 1910 r. Kościół parafialny, rzymskokatolicki należący do dekanatu Choszczno, archidiecezji szczecińsko-kamieńskiej, metropolii szczecińsko-kamieńskiej. Świątynia wybudowana na XIV-wiecznych zrębach, posiada neogotycki korpus i gotycko-barokową wieżę wstawioną niesymetrycznie w fasadę. Ozdobne witrażyki herbowe, wewnątrz ołtarz z XVIII w.[7]
- cmentarz przykościelny.

## Edukacja, kultura i sport
W Krzęcinie znajduje się szkoła podstawowa, gimnazjum, Biblioteka Publiczno-Szkolna, Gminne Centrum Kultury, Ośrodek Pomocy Społecznej. Gminny Klub Sportowy w miejscowości to Klon Krzęcin.

## Współpraca międzynarodowa
- Franzburg (Niemcy) od 1 grudnia 2007 r.
- gmina Randowtal (Niemcy) od 22 czerwca 2008 r.[8]